# Shia Islam i Libanon
Shia Islam i Libanon refererer til et Shia-muslimsk samfund, som har en betydelig tilstedværelse i Nordlibanon (Kesrawan og Batroun) såvel som i syd, dvs. i Bekaa-dalen og i kystbyerne syd for Beirut.
Ifølge Sir Richard Francis Burton,er Metawali'erne af persisk afstamning, og de følger generelt påbuddene indenfor Shiatroen, skønt deres tilbedelse også omfatter pilgrimsfærd til ruinerne af templet, som ærer Ishtar (Ashtaroth) i Apheca. Der henvender de sig med hvad, som nu ligger dem på hjerte, til Sayyidat al-Kabirah, ("Vor Frue"). Af den grund bliver de ofte anklaget for kætteri af rettroende muslimer.

## Historie
Det Osmanniske Riges suverænitet var i vidt omfang kun nominel i Libanon. Baalbek var i 1900-tallet i virkeligheden under Metawalikontrol.
Syv Metawalilandsbyer blev lagt ind under det britiske mandatområde i Palæstina, og de blev affolkede under den arabisk-israelske krig i 1948 og genbefolket med europæiske jøder.